# نمتي
نمتى (المعروف أيضًا باسم أنتايوس باليونانية، ولكنه على الأرجح ليس مرتبطًا بـ أنتايوس في الأساطير اليونانية) هو إله في الدين المصري القديم تركزت عبادته في قاو الكبير، الواقعة في الجزء الشمالي من صعيد مصر.
عبادة نمتى قديمة للغاية، حيث يعود تاريخها إلى الأسرة الثانية على الأقل، وكان له في ذلك الوقت كهنة مخصصون لعبادته. يبدو أن نمتى كان في الأصل راعي المنطقة القديمة حول البداري، التي كانت مركز عبادة حورس. ومع قلة المعلومات المتاحة، ليس من المعروف بشكل جيد الوظيفة الأصلية لنمتى أو ما إذا كان أكثر من مجرد لقب لحورس يشير إلى وظيفة معينة.
مع مرور الوقت، أصبح يُنظر إلى نمتى ببساطة كإله العبّارات، وصُور على هيئة صقر واقف على زورق، وهو إشارة إلى حورس الذي كان يُعتبر في الأصل صقرًا. كإله للعبّارات، اكتسب لقب "نمتى"، بمعنى "المسافر". مركز عبادته في وقت لاحق كان في قاو الكبير التي عرفت في العصر اليوناني باسم أنتايوبوليس نسبة له، وكذلك في بر نمتى (بيت نمتى) في المقاطعة الثانية عشرة من صعيد مصر.
يظهر نمتى في قصة نزاع حورس وست، التي تصف تسوية ميراث أوزير، وتُعتبر استعارة لغزو مصر السفلى بواسطة مصر العليا (التي كان ست راعيها) في بداية الدولة القديمة). في هذه القصة، يحاول ست كسب القوة عبر جمع الآلهة وتقديم حجج قوية، مما يُقنعهم جميعًا (وفي التقاليد اللاحقة، جميعهم ما عدا تحوت بأحقيته في العرش). يخشى ست تدخل سحر إيزيس - أم حورس وزوجة أوزير - في النزاع، فيعقد المجلس على جزيرة ويأمر نمتى بألا يُعبر أحد يشبه إيزيس إلى تلك الجزيرة من الضفة. ولكن إيزيس تتنكر في هيئة امرأة عجوز، ويقوم نمتى دون قصد بنقلها بعدما قدمت له خاتمًا ذهبيًا كرشوة، بعدما رفض عرضها الأول من العصيدة. ونتيجة لذلك، تسبب تدخلها السحري في تعطيل المجلس. يُعاقب نمتى على خطئه بقطع أصابعه، وهو عقاب خطير نظرًا لأنه كصقر لن يتمكن من الوقوف على الزورق.
حمل اثنان من الملوك أسماء مرتبطة بنمتى خلال الأسرة السادسة في نهاية عصر الدولة القديمة، وهما مرن رع - نمتى ام ساف الأول ومرن رع - نمتى ام ساف الثاني. هنا، "نمتى ام ساف" تعني "نمتى في حمايته".
في الأدبيات القديمة، كانت العلامة الهيروغليفية المرتبطة بالإله تُقرأ على أنها عنتي، وأكدت دراسات عدة أن هذا القراءة ليست صحيحة.
"نمتى" هو أيضًا اسم برنامج من برامج الفدية.